# Список кардиналов, возведённых папой римским Климентом III

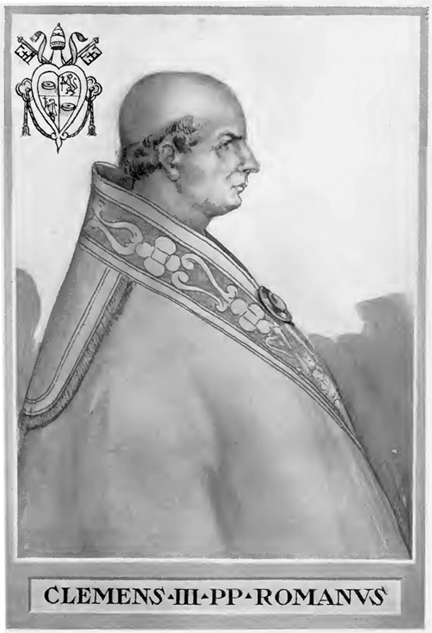
Папа Климент III

Кардиналы, возведённые Папой римским Климентом III — 30 прелатов и клириков были возведены в сан кардинала на трёх Консисториях за чуть более трёхлетний понтификат Климента III.
Самой крупной консисторией была Консистория от сентября 1190 года, на которой было возведено шестнадцать кардиналов.

## Консистория от 12 марта 1188 года
- Жерар Менар, O.Cist., аббат Понтиньи (кардинал-епископ Палестрины);
- Пьетро Орсини (кардинал-священник церкви Сан-Клементе);
- Алессио, иподиакон Римской Церкви, легат Папы Александра III в Шотландии (кардинал-священник церкви Санта-Сусанна);
- Джордано ди Чеккано, O.Cist., аббат монастыря Фоссанова (кардинал-священник церкви Санта-Пуденциана);
- Пьетро (кардинал-священник церкви Сан-Пьетро-ин-Винколи);
- Пьетро (кардинал-священник церкви Сан-Лоренцо-ин-Дамазо);
- Джованни Малабранка (кардинал-дьякон с титулярной диаконией Сан-Теодоро);
- Григорио де Сан Апостоло (кардинал-дьякон с титулярной диаконией Санта-Мария-ин-Портико-Октавиа);
- Джованни Феличи (кардинал-дьякон с титулярной диаконией Сант-Эустакьо);
- Бернардо, C.R.S.A. (кардинал-дьякон с титулярной диаконией Санта-Мария-Нуова);
- Грегорио Крешенци (кардинал-дьякон с титулярной диаконией Санта-Мария-ин-Аквиро).

## Консистория от мая 1189 года
- Джованни, епископ Витербо и Тосканеллы (кардинал-священник церкви Сан-Клементе);
- Алессандро (кардинал-священник церкви Санти-Сильвестро-э-Мартино-ай-Монти);
- Джованни (кардинал-дьякон с титулярной диаконией Санти-Серджо-э-Бакко).

## Консистория от сентября 1190 года
- Пьетро Галлоциа, апостольский иподиакон, ректор Кампании (кардинал-епископ Порто и Санта Руфина);
- Руфино, епископ Римини (кардинал-священник церкви Санта-Прасседе);
- Ринальдо, O.S.B. (кардинал-священник церкви Санти-Марчеллино-э-Пьетро);
- Ги Паре, O.Cist., аббат Сито, генеральный настоятель своего ордена (кардинал-священник церкви Санта-Мария-ин-Трастевере);
- Ченцио (титулярная диакония неизвестна);
- Уго Бобоне (кардинал-священник церкви Санти-Сильвестро-э-Мартино-ай-Монти);
- Джованни Салерно, O.S.B.Cas. (кардинал-священник церкви Санто-Стефано-аль-Монте-Челио);
- Романо (титулярная диакония неизвестна);
- Эджидио ди Ананьи (кардинал-дьякон с титулярной диаконией Сан-Никола-ин-Карчере);
- Грегорио Карелли (кардинал-дьякон с титулярной диаконией Сан-Джорджо-ин-Велабро);
- Лотарио деи Конти ди Сеньи (кардинал-дьякон с титулярной диаконией Санти-Серджо-э-Бакко);
- Грегорио (кардинал-дьякон с титулярной диаконией Сант-Анджело-ин-Пескерия);
- Никколо Сколари (никакой конкретной титулярной диаконии не назначено);
- Гвидо де Папа (никакой конкретной титулярной диаконии не назначено);
- Джованни Баррата (титулярная диакония неизвестна);
- Никколо Сколари (никакой конкретной титулярной диаконии не назначено).